# نمازگاه‌تپه
نمازگاه‌تپه یا تپه نمازگاه، تپه‌ای پیش‌تاریخی از هزاره پنجم پیش از میلاد در نزدیکی شهر عشق‌آباد در ترکمنستان امروزی و در نزدیکی مرز ایران است. در این تپه نگاره‌های روی سفال متنوعی و از جمله بزهایی که در برابر گیاهان و درختان ایستاده‌اند، به دست آمده است.
در نمازگاه‌تپه یک مجموعه چهارگوش متشکل از ۵ اتاق حفاری شد. دو اتاق با مساحتی بین ۱۵ تا ۲۰ متر مربع احتمالاً برای نشیمن بوده و سه اتاق دیگر که کوچک‌اند (۳-۴ متر مربع)به احتمال برای مقاصد جنبی مورد استفاده بوده‌اند. این اتاق‌ها ظاهراً بخشی از یک مجموعه بنای بزرگتر را تشکیل می‌دادند.
ساکنان پیش از تاریخ دشت‌های شمالی رشته کوه‌های کوپت‌داغ در اواخر نیمه اول و اواخر نیمه دوم هزاره دوم ق م نیاکان پارت‌ها در دوران تاریخی بوده‌اند و محوطه‌های نوع نمازگاه شش (VI) متعلق به آنان بوده‌است.
محوطه‌های پارت باستان دوران مفرغ جدید را رافائل پامپلی برای نخستین بار در سال ۱۹۰۴ در تپه جنوبی آب‌نو کشف کرد، اما به عنوان یک فرهنگ مستقل مورد توجه قرار نگرفت. پس از پنچاه سال کوشش و مطالعه و به ویژه عملیات حفاری در نمازگاه‌تپه، دانشمندان شوروی سابق موفق شدند طی سال‌های ۷-۱۹۶۴ ویژگی‌های فرهنگ مادی پارت باستان را در دوران مفرغ جدید در یک چارچوب کلی مشخص کنند.
یکی از مراحل آبادی در منطقه ابیورد (به معنی محدود این کلمه) به دوره‌های نوسنگی و مفرغ (۲ تا ۵ هزار سال پیش از میلاد) برمی‌گردد.
آمار روستاها در مقایسه با دوره پیشین به شش برابر افزایش می‌یابد. در همین زمان است که روستاهای بزرگی مانند آلتین‌تپه در میهنه (۲۵ هکتار)، نمازگاه تپه در دوشاخ (۵۰ هکتار)، ییلقین‌لی‌تپه در چهچهه (۲۰ هکتار) و قاراتپه در حوالی ایستگاه آرتیق (۲۰ هکتار) به وجود آمد. به موازات گسترش روستاها آمار جمعیت سراسر واحه نیز افزایش یافت. در این زمان تمرکز ارزش‌های فرهنگی، مادی و معنوی در دو مرکز بزرگ کهن کشاورزی آسیای میانه یعنی آلتین‌تپه و نمازگاه‌تپه روی می‌دهد. بهره‌برداری از مس و مفرغ (برنز) اختراع چرخ کوزه‌گری و توسعه بعدی مهارت‌های کشاورزی موجب رشد سریع در عرصه‌های پیشه‌وری، بازرگانی، هنر و شهرسازی گردید.